# Hauboten
Hauboten ist ein osttimoresischer Ort im Suco Maliubu (Verwaltungsamt Bobonaro, Gemeinde Bobonaro). Das Dorf liegt im Südwesten der Aldeia Maliubu, westlich der Überlandstraße von Maliana nach Atsabe, auf einer Meereshöhe von 907 m. Es besteht aus einer kleinen Gruppe einzelnstehender Häuser und Hütten, die sich entlang einer kleinen Straße aufreihen. Sie verbindet Hauboten mit der Überlandstraße und dem Nachbardorf Maliubu im Osten. Eine weitere kleine Straße führt nach Süden nach Hauba, dem Hauptort des Sucos.
Nordöstlich erhebt sich der Foho Haubole (1021 m). Der Berg schiebt sich in die hundert Meter tiefere Ebene im Westen hinaus, während im Osten das Land in Richtung der Ramelau-Berge weiter ansteigt. Auf der anderen Seite des Berges liegt der Ort Hauboten.
In Hauboten befindet sich eine Grundschule.